# 高杉豊
高杉 豊（たかすぎ ゆたか、別表記：髙杉 豊、1942年または1943年 - ）は、日本の地方公務員、医師。大阪府保健衛生部長、同副知事、大阪府立病院機構理事長を歴任。瑞宝中綬章受章。

## 人物・経歴
1968年 大阪大学医学部卒業。1971年 大阪府立病院泌尿器科、大阪府保健予防課長、1996年 (平成8年) 4月 江部高廣の後任として環境保健部長、1998年4月 保健衛生部長、大阪府立病院長兼府健康福祉部医療監、2003年7月 梶本徳彦とともに大阪府副知事。2007年3月 山登敏男と小河保之を後任に梶本とともに任期満了退任。2008年 地方独立行政法人大阪府立病院機構理事長、2012年 公益財団法人大阪府保健医療財団理事長、2017年 公益財団法人大阪国際がん治療財団理事長兼任。大阪重粒子線センター開設に尽力。

## その他役職
- 公益財団法人大阪府レクリエーション協会会長[5]

## 栄典
- 平成25年春の叙勲で地方行政事務功労により瑞宝中綬章を受章[6]